# البوتاسيوم في علم الأحياء
البوتاسيوم هو الأيون الرئيسي داخل الخلية في جميع أنواع الخلايا، ويلعب دورًا رئيسيًا في الحفاظ على توازن السوائل والأيونات. البوتاسيوم ضروري لوظيفة جميع الخلايا الحية، وهو موجود في جميع الأنسجة النباتية والحيوانية. يوجد بتركيز عالٍ خاصةً داخل الخلايا النباتية، وفي النظام الغذائي المختلط، ويتركز بصفة خاصة في الفواكه. وجود البوتاسيوم بتركيز عالٍ في النباتات، أدى إلى وجود كميات منخفضة جدًا من الصوديوم هناك. تاريخيًا عزل البوتاسيوم أولًا من رماد النباتات (البوتاس)، والذي أعطى العنصر اسمه الحديث. التركيز العالي للبوتاسيوم في النباتات يعني أن إنتاج المحاصيل الثقيلة يؤدي إلى استنفاد التربة للبوتاسيوم بسرعة، كما أن الأسمدة الزراعية تستهلك 93% من إنتاج البوتاسيوم الكيميائي في اقتصاد العالم الحديث.
تختلف وظائف البوتاسيوم والصوديوم في الكائنات الحية. تستخدم الحيوانات -خصوصًا- الصوديوم والبوتاسيوم تفاضليًا لتوليد الإمكانية الكهربائية في الخلايا الحيوانية، وخاصة في الأنسجة العصبية. يؤدي استنفاد البوتاسيوم في الحيوانات (متضمنةً البشر) إلى اضطرابات عصبية مختلفة. تركيز البوتاسيوم في الكائنات الحية النموذجية هي: من 30 إلى 300 ميلي مولار في بكتريا القولون، و300 ميلي مولار في الخميرة الناشئة، و 100ميلي مولار في خلية الثدييات و4 ميلي مولار في بلازما الدم.

## دور البوتاسيوم في النباتات
الدور الرئيسي للبوتاسيوم في النباتات هو توفير البيئة الأيونية للعمليات الأيضية في العصارة الخلوية، وعلى هذا النحو يعمل كمنظم لعمليات مختلفة بما في ذلك تنظيم النمو. تحتاج النباتات إلى أيونات البوتاسيوم (K+) لصنع البروتين ولفتح وإغلاق الثغور، والتي يتم تنظيمها بواسطة مضخات البروتون لجعل الخلايا الحارسة المحيطة إما منتفخة أو مترهلة. يمكن أن يؤدي نقص أيونات البوتاسيوم إلى إضعاف قدرة النبات على الحفاظ على هذه العمليات. يعمل البوتاسيوم أيضًا في العمليات الفسيولوجية الأخرى مثل التمثيل الضوئي، وتخليق البروتين، وتنشيط بعض الإنزيمات، ونقل المواد المذابة في اللحاء من التمثيل الضوئي إلى أعضاء المصدر، والحفاظ على توازن الكاتيون: الأنيون في العصارة الخلوية والفجوة.